# Конкурс молодых танцоров «Евровидение-2013»
Евровидение для молодых танцоров 2013 (англ. Eurovision Young Dancers 2013) — 13-й конкурс молодых танцоров «Евровидение, который прошёл в Польше в 2013 году. Финал конкурса состоялся 14 июня 2013 года в польском городе Гданьск. Победу на конкурсе одержал участник из Нидерландов Седриг Вервоерт, а Германия заняла второе место
.
Конкурс проводила польская национальная телекомпания TVP при контроле организатора из Европейского вещательного союза. В конкурсе участвовали 10 стран. От участия в конкурсе в этом году отказалась Греция, Португалия, Республика Косово и Хорватия — помимо ещё 18 стран, имеющих право на участие, но переставших участвовать ранее. О возвращении на конкурс заявили Армения, Украина и Чехия. Также состоялся дебют Белоруссии.

## Место проведения

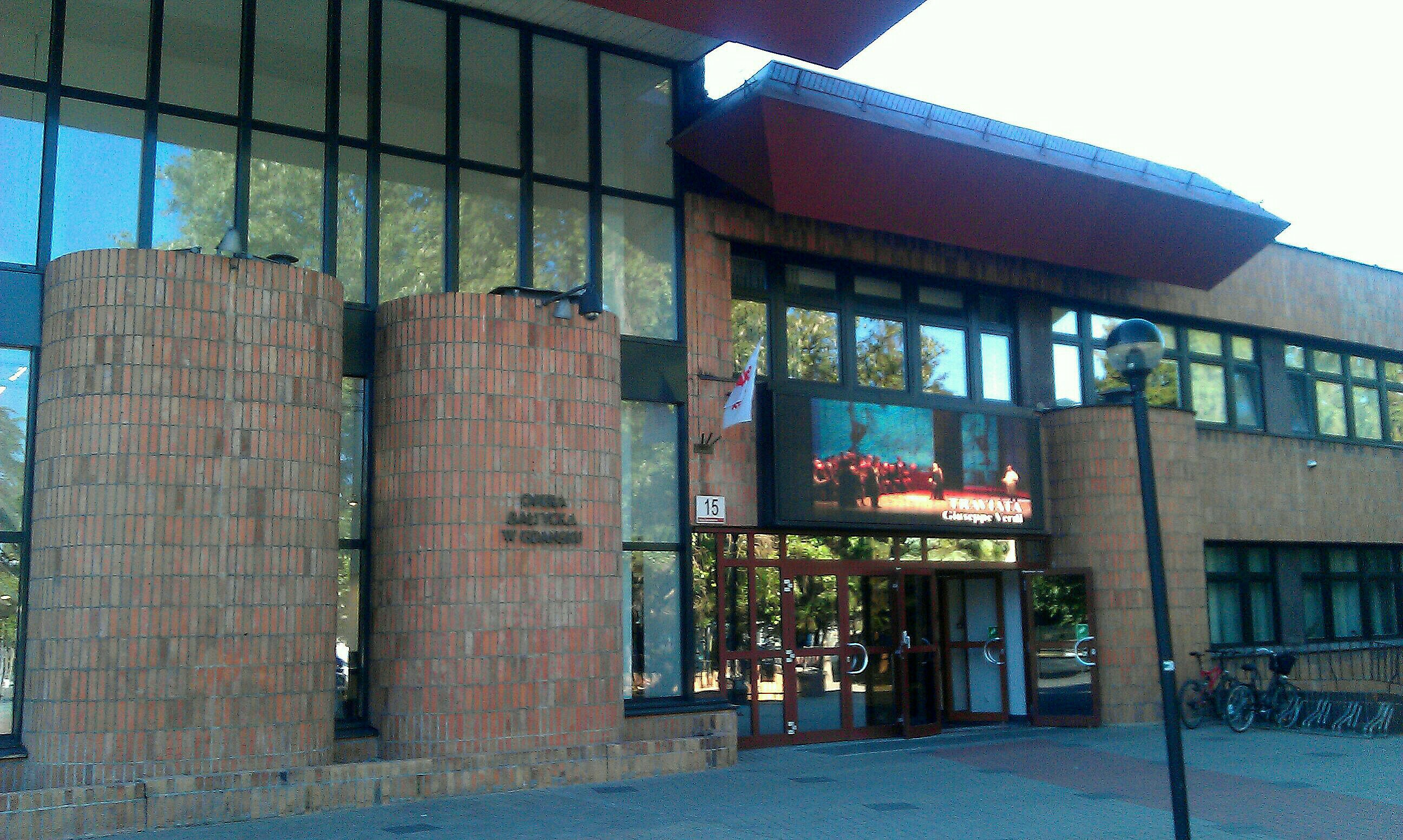
«Государственная Балтийская опера» — место проведения «Евровидения для молодых танцоров 2013»

1 октября 2012 года Европейский вещательный союз объявил на официальном сайте конкурса, что Польша примет тринадцатый конкурс танцев «Евровидение для молодых танцоров». 12 октября 2012 года на официальном сайте конкурса было объявлено, что конкурс пройдет в оперном театре «Государственная Балтийская опера».
Польша уже проводила конкурс в 1997 и 2005 годах. В 1997 году конкурс состоялся на сцене «Музыкального театра им. Данута Бадушкова» в пригороде Гданьска - Гдыне, а в 2005 году в Варшаве на сцене «Национального театра».

## Формат
К участию в Конкурсе допускаются танцоры в возрасте от 16 лет до 21 года. Причем участниками могут стать только соло-танцовщики, не задействованные на профессиональной основе и имеющие образование классической или современной танцевальной школы, владеющие базовыми навыками классического балета.
Во время конкурса каждый участник должен исполнить один сольный танец, продолжительность которого должна составлять не более 1 минуты 30 секунд. Музыку и стиль танца участник выбирает по своему усмотрению. Также в шоу представляется групповой танец, постановку которого осуществляют хореографы конкурса. Групповой танец исполняется участниками, разделенными на две группы.
Два участника, набравшие по решению профессионального жюри наибольшее количество баллов, исполнят в финале танец-дуэль, включающий в себя элементы сольного и группового номеров. Среди них и определяется победитель.

### Количество стран
В конкурсе может участвовать максимум 14 стран, но для проведения конкурса количество стран должно составлять минимум 10 стран. Всего в конкурсе приняли участие 10 стран.

### Состав жюри
В состав жюри вошло 3 человека:
- Кшиштоф Пастор
- Надя Еспириту
- / Кэмерон Макмиллан

## Участники
| №  | Страна     | Участник             | Танец                                              | Результат             |
| -- | ---------- | -------------------- | -------------------------------------------------- | --------------------- |
| 1  | Армения    | Ваагн Маргарян       | «Blind Alley»                                      | —                     |
| 2  | Беларусь   | Яна Штангей          | «Esmeralda variation»                              | —                     |
| 3  | Нидерланды | Седриг Вервоерт      | «The 5th Element»                                  | Выход в следующий тур |
| 4  | Швеция     | Стефани Ликола Исла  | «Entrapped»                                        | —                     |
| 5  | Украина    | Никита Василенко     | «The Legend of Spartacus»                          | —                     |
| 6  | Чехия      | Адела Абдул Хэлегова | «Love Under Pressure»                              | —                     |
| 7  | Польша     | Кристоф Сабо         | «My Life and Love Might Still Go on in Your Heart» | —                     |
| 8  | Норвегия   | Джули Шартум Доккен  | «Moment»                                           | —                     |
| 9  | Словения   | Патрисия Црнкович    | «Passion»                                          | —                     |
| 10 | Германия   | Феликс Бернинг       | «Home»                                             | Выход в следующий тур |

### Финальная дуэль
| Страна     | Участник        | Результат    |
| ---------- | --------------- | ------------ |
| Германия   | Феликс Бернинг  | Второе место |
| Нидерланды | Седриг Вервоерт | Победа       |